# Prinzregentenplatz (métro de Munich)
Prinzregentenplatz (en allemand : U-Bahnhof Prinzregentenplatz) est une station de la ligne U4 du métro de Munich, dans le secteur de Bogenhausen. Elle est située au centre de la Prinzregentenplatz dans le quartier Bogenhausen, secteur Bogenhausen à Munich en Allemagne.

## Situation sur le réseau

Plan du métro (2020).

Établie en souterrain, Prinzregentenplatz est une station de passage de la ligne U4 du métro de Munich. elle est située entre la station Max-Weber-Platz en direction du terminus ouest Westendstraße, et la station Böhmerwaldplatz, en direction du terminus Arabellapark.
Elle dispose d'un quai central encadré par les deux voies de la ligne U4.

## Histoire
La station Prinzregentenplatz est mise en service le 27 octobre 1988. Elle est réalisée par les architectes Alexander Freiherr von Branca, Heinz Hilmer, Christoph Sattler et le Büro Bielinski und Partner. Les parois derrière les rails, comme les colonnes, sont faites de carreaux en marbre de Carrare, de couleur claire, interrompus par des rayures noires. Le plafond est recouvert de lattes en aluminium dans lesquelles des bandes lumineuses sont intégrées. Le sol est recouvert d'un motif de galets de l'Isar.

## Services aux voyageurs

### Accès et accueil
Elle dispose de quatre accès, situés autour de la Prinzregentenplatz, équipés d'escaliers-mécaniques et d'escaliers fixes mènent à une mezzanine qui permet de rejoindre le quai. À l'extrémité ouest, il y a un ascenseur en lien direct avec la surface pour l'accessibilité des personnes à la mobilité réduite.

Installations
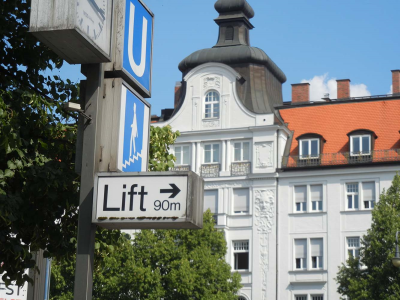
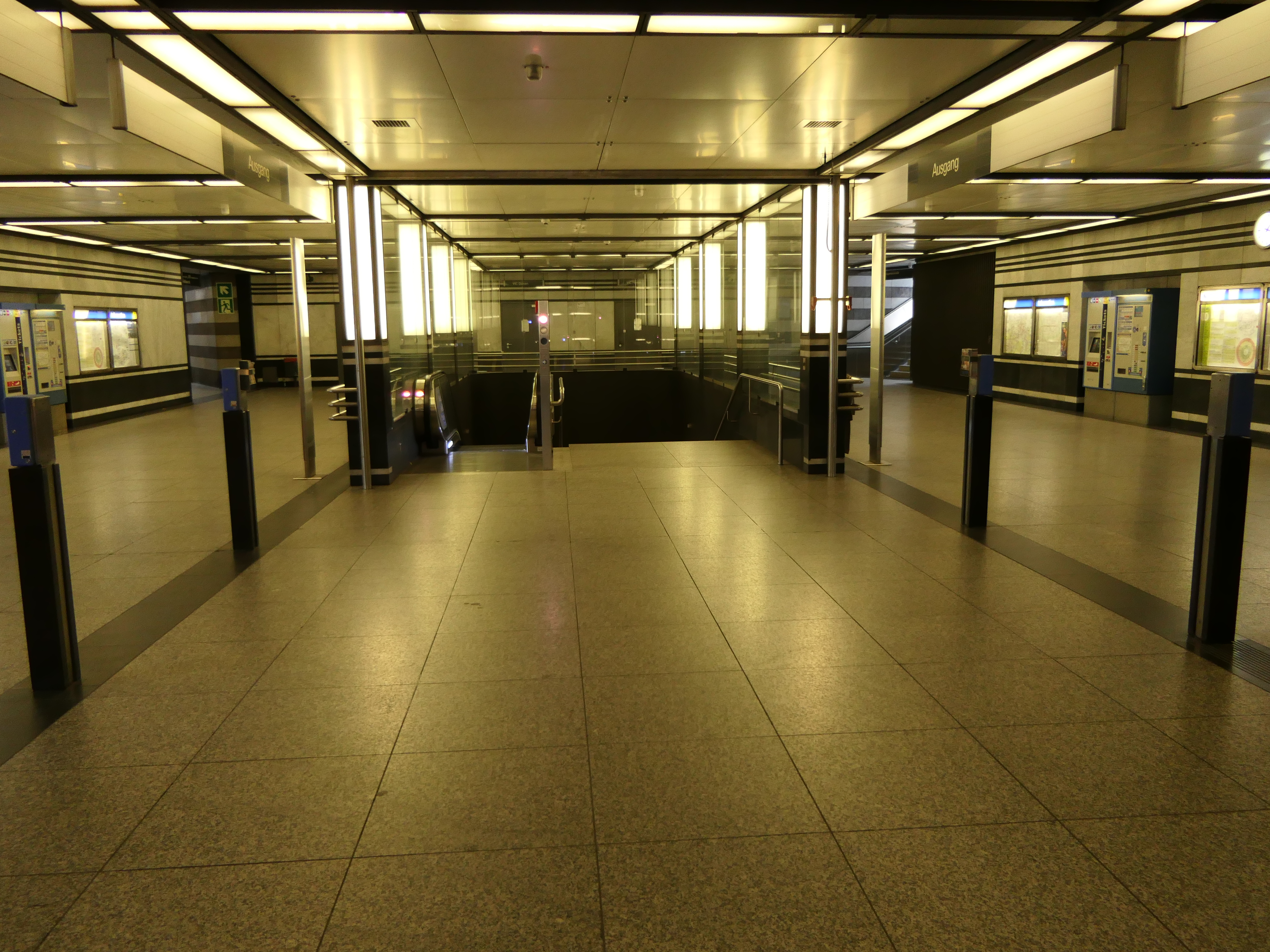
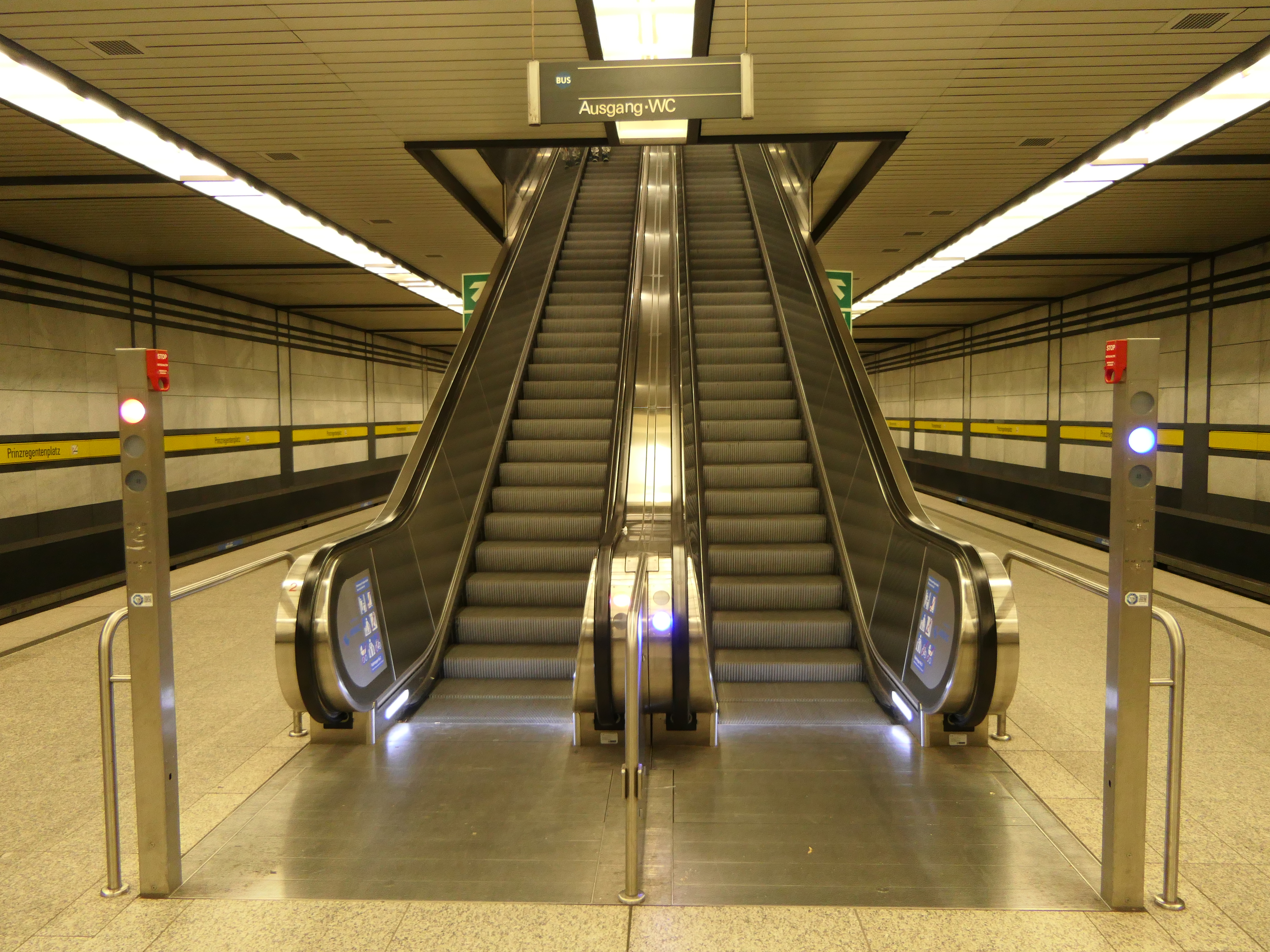

### Desserte
Prinzregentenplatz est desservie par les rames de la ligne U4 du métro de Munich.

Installations et desserte
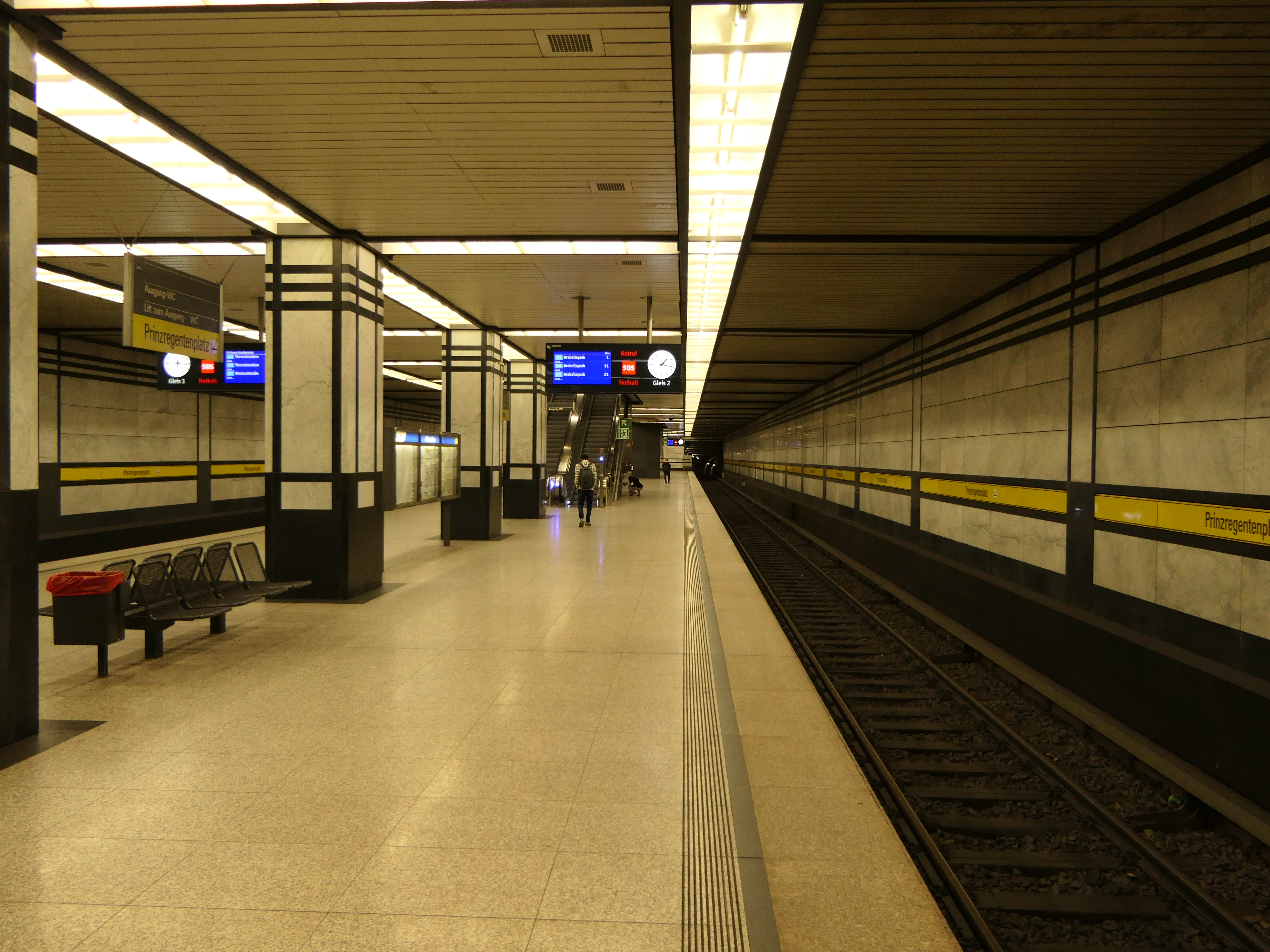
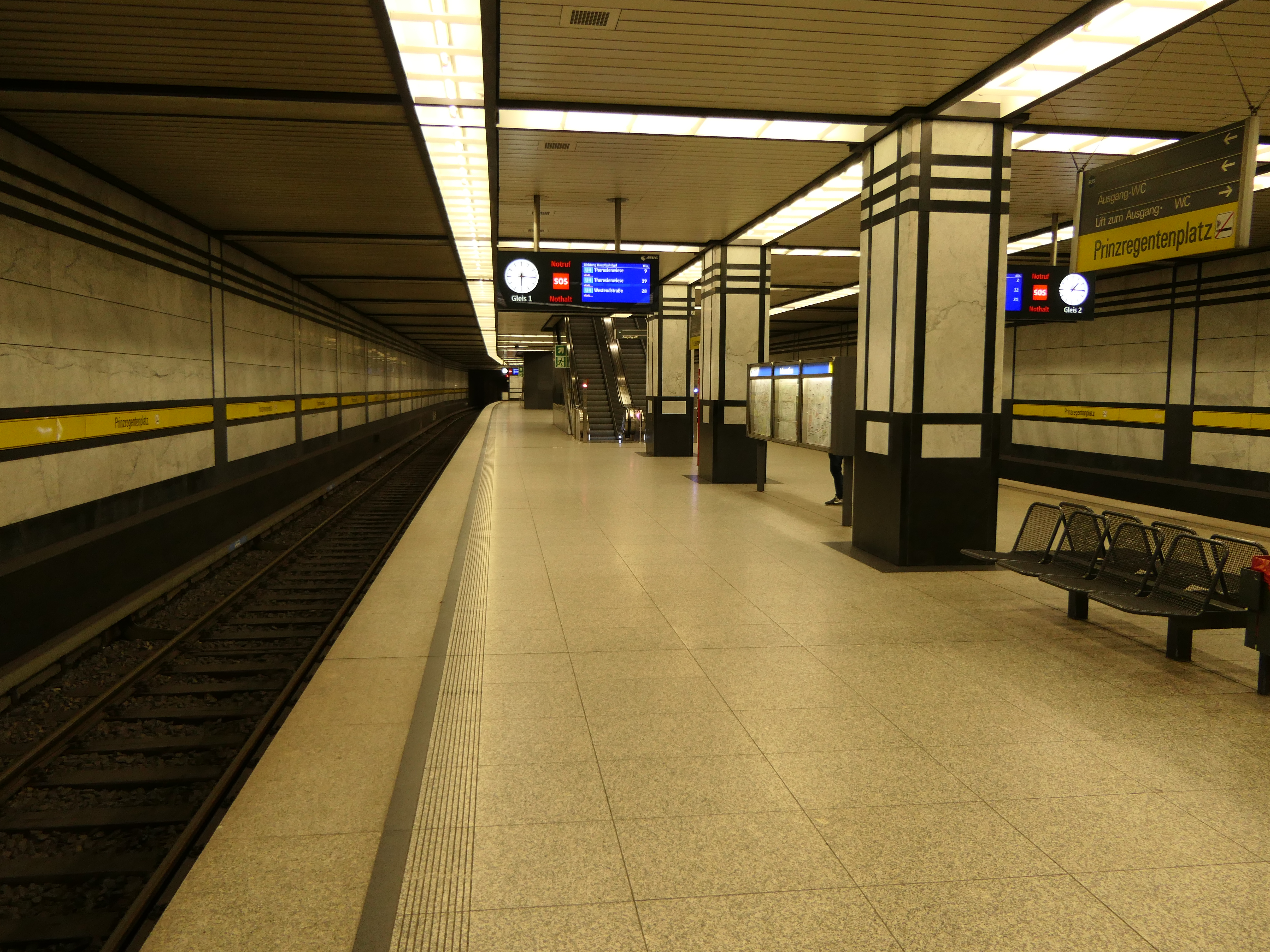
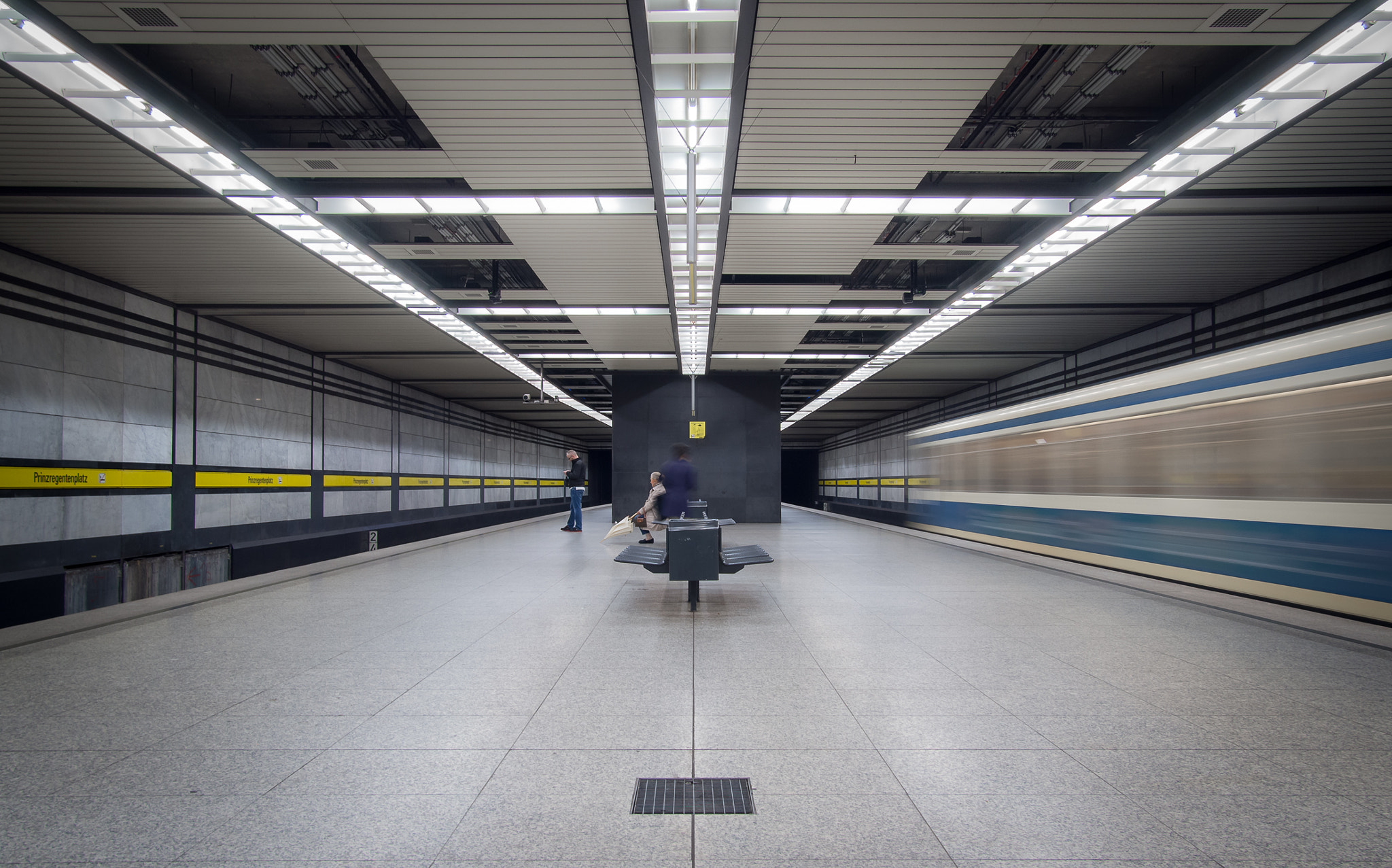

### Intermodalité
À proximité des arrêts de bus urbains sont desservis par les lignes 54, 58, 68 et 100.